# Vague des passions

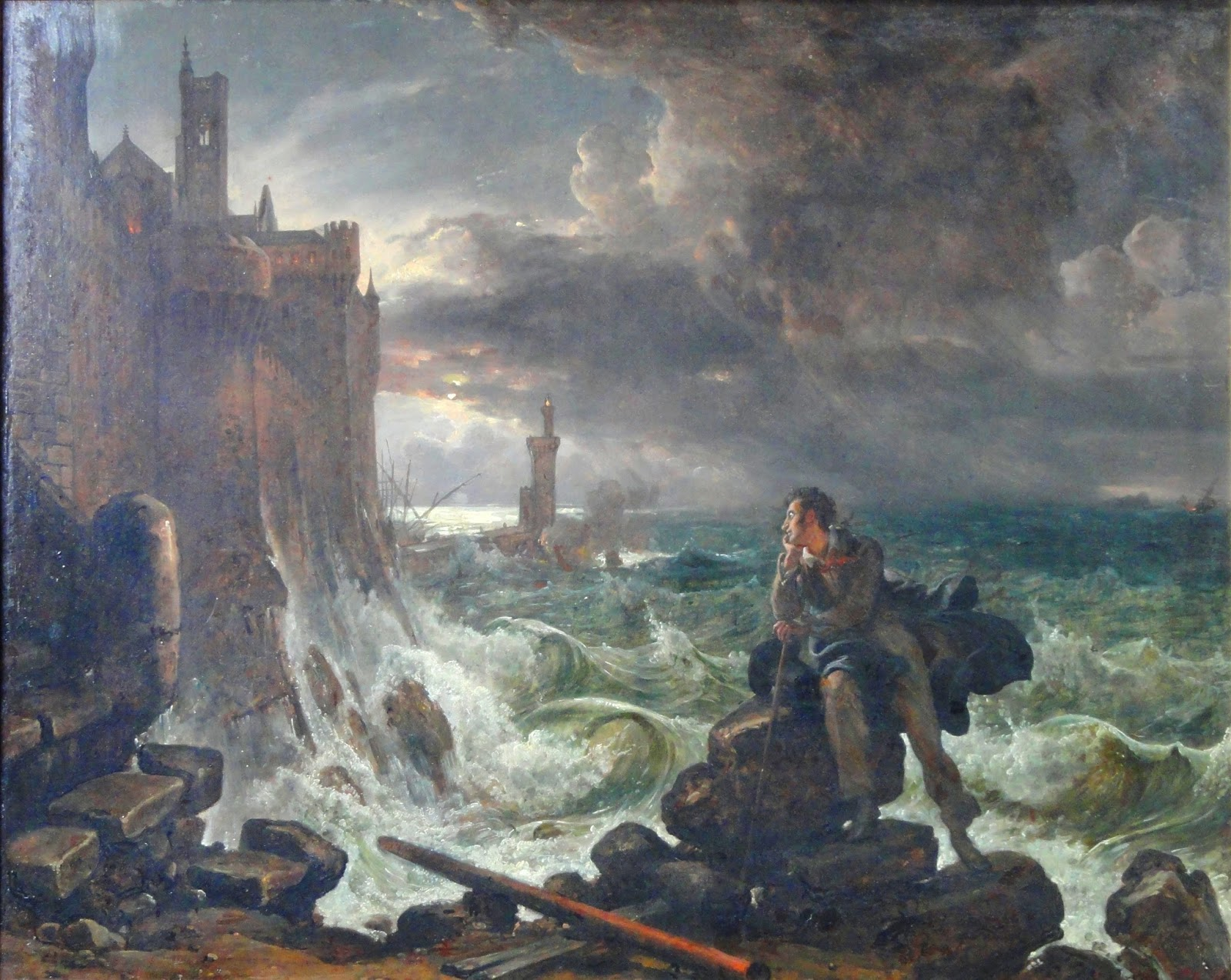
René méditant face à la tempête.

L'expression « vague des passions » apparaît sous la plume de François-René de Chateaubriand au tout début du XIXe siècle. Il s'agit du titre du chapitre IX, IIe partie, livre III de son grand traité Génie du christianisme paru en 1802.
Le « vague des passions », à distinguer du « mal du siècle » théorisé quelques décennies plus tard, est, d'après Chateaubriand, un état de l'âme qui précède le plein développement des passions. Il touche les jeunes oisifs enfermés en eux-mêmes et dont les désirs ne peuvent s'exercer sur aucun objet. Selon l'écrivain, plus les peuples avancent en civilisation, plus cet état augmente, car il s'agit d'une mélancolie liée au développement du christianisme : l'éternité que celui-ci promet rend plus amer encore le présent de la vie terrestre.
Le célèbre roman personnel René que Chateaubriand publie dans un premier temps dans le Génie du christianisme est une sorte de parabole qui doit illustrer ce mal dans le but de le condamner.

## Un mal de la jeunesse post-révolutionnaire
À la fin du XVIIIe siècle, ce mal est d'autant plus profond que l'individu est laissé à lui-même dans un monde révolutionné :

« Il reste à parler d'un état de l'âme qui, ce nous semble, n'a pas encore été bien observé : c'est celui qui précède le développement des passions, lorsque nos facultés, jeunes, actives, entières, mais renfermées, ne se sont exercées que sur elles-mêmes, sans but et sans objet. Plus les peuples avancent en civilisation, plus cet état du vague des passions augmente ; car il arrive alors une chose fort triste : le grand nombre d'exemples qu'on a sous les yeux, la multitude de livres qui traitent de l'homme et de ses sentiments rendent habile sans expérience. On est détrompé sans avoir joui ; il reste encore des désirs, et l'on n'a plus d'illusions. L'imagination est riche, abondante et merveilleuse ; l'existence pauvre, sèche et désenchantée. On habite avec un coeur plein un monde vide, et sans avoir usé de rien on est désabusé de tout. »

— Chateaubriand, Génie du christianisme chapitre IX, IIe partie, livre III
Chateaubriand, Charles Nodier, Senancour ou encore Benjamin Constant sont de ces auteurs du tournant des Lumières qui donnèrent naissance à de jeunes héros dévorés par des formes plus ou moins proches du « vague des passions », un ennui et un dégoût maladifs de la vie à un âge où le cœur déborde des plus belles passions. Le jeune homme civilisé devient « habile sans expérience » puisqu'il peut appréhender les sentiments humains par les livres et non par la vie. Désenchanté, il voit ainsi le feu des passions s'éteindre avant qu'il n'ait pu s'embraser.
En outre, selon l'écrivain, la femme, par sa « nature excessive, craintive, inconstante et l'incertitude de ses sentiments », entraîne les jeunes hommes dans la mollesse de leurs passions à mesure qu'ils fréquentent leur société. Ainsi, les anciens, séparés des femmes dans les activités du quotidien, avaient l'esprit moins trouble et une énergie disponible à l'exercice de leurs passions. Cette idée provient originellement de Mme de Staël dans De la littérature, où elle affirme que les Grecs ne connaissaient point la mélancolie car les femmes n'avaient guère de place dans la société. 